# 津ノ森駅
津ノ森駅（つのもりえき）は、島根県松江市大野町に位置する一畑電車北松江線の駅である。駅番号は15。
松江市内にある一畑電車の駅では最も西側に位置し、かつては平日朝方に1本だけ松江方面から当駅止まりの急行列車が運転されていた。

## 歴史
- 1928年（昭和3年）4月5日：開業。
- 1995年（平成7年）5月17日：駅舎改築[1]。
- 2006年（平成18年）4月1日：一畑電気鉄道の持株会社移行に伴い、新設の一畑電車株式会社が鉄道事業を承継。
- 2016年（平成28年）4月1日：終日無人化[2]。

## 駅構造
島式ホーム1面2線を有する地上駅。構内の配線は一線スルー方式で、待避線の隣には側線が1本ある。駅舎とホームは西側の構内踏切によって接続されている。無人駅である。
駅舎は1995年（平成7年）に改築されたもので、酒蔵をイメージした木造平屋建てとなっている。同じデザインは同線の秋鹿町駅にも施されている。

## 利用状況
1日平均の乗降人員は以下の通り。
| 年度   | 1日平均 乗車人員 | 1日平均 乗降人員 |
| ------ | ---------------- | ---------------- |
| 1999年 | 150              | 314              |
| 2000年 | 157              | 319              |
| 2001年 | 175              | 364              |
| 2002年 | 154              | 323              |
| 2003年 | 167              | 345              |
| 2004年 | 152              | 301              |
| 2005年 | 168              | 354              |
| 2006年 | 178              | 365              |
| 2007年 | 147              | 286              |
| 2008年 | 139              | 268              |
| 2009年 | 119              | 226              |
| 2010年 | 133              | 255              |
| 2011年 | 157              | 308              |
| 2012年 | 151              | 297              |
| 2013年 | 157              | 310              |
| 2014年 | 83               | 170              |
| 2015年 | 104              | 199              |
| 2016年 | 112              | 231              |
| 2017年 | 106              | 209              |
| 2018年 | 71               | 151              |
| 2019年 | 95               | 194              |
| 2020年 | 78               | 159              |
| 2021年 | 60               | 118              |

## 駅周辺
- 国道431号
- 宍道湖
- 松江医療福祉専門学校
- 老人ホーム大野の郷

## バス路線
駅前に停留所があり、それを示すポールが立っている。
- 松江市コミュニティバス（大野地区、運行はあいかタクシーに委託）
  - 魚瀬線
  - 細原・東村線 - 土曜・休日運休。

## 隣の駅
一畑電車
■北松江線
■特急「スーパーライナー」（平日朝下り1本のみ）
通過
■急行（平日夕方1本のみ）
一畑口駅（13）← 津ノ森駅（15）← 秋鹿町駅（18）
■急行（大社線直通）
一畑口駅（13）- 津ノ森駅（15）- 松江フォーゲルパーク駅（17）
■普通
伊野灘駅（14）- 津ノ森駅（15）- 高ノ宮駅（16）